# Innocence à vendre

Innocence à vendre (Selling Innocence) est un téléfilm canado-américain réalisé par Pierre Gang, diffusé le 1er juin 2005 sur Lifetime et le 3 avril 2006 sur le réseau CTV.

## Synopsis
Une jeune lycéenne est embrigadée dans un réseau de modèles de charme en ligne...

## Fiche technique
- Réalisation : Pierre Gang
- Scénario : John Moffatt
- Société de production : ImagiNation Film and Television Productions et Cité-Amérique[3]
- Durée : 88 minutes
- Pays :  Canada,  États-Unis

## Distribution
- Mimi Rogers : Abby Sampson
- J. R. Bourne (VF : Pierre Tessier) : Malcolm Lowe
- Sarah Lind : Mia Sampson
- Tamara Hope : Chelsea Burns
- Mike Lobel : Justin Johnson
- Joanne Kelly : Simone
- Fred Ewanuick : James
- Charisse Baker : Jen Wilson
- Alexz Johnson : Angel
- Emma Paetz : Stephanie Walker
- Margherita Donato : Bridget
- Nicky Pugh : Naomi
- Patrick Gilmore : Karl
- Coralie Cairns : Carmen
- Tommy Lim : Annoying M.C.
- Valerie Howell : Woman at Mall
- Sylvia Wong : Food Court Manager
- David McNally : Debating Club Teacher
- Jonathan Lachlan-Stewart (en) : Jock in Cafeteria
- Jeff Page : Policeman
- Chris Wynters : Middle Aged Geek
- Chris Fassbender : College Guy at Party
- Donovan Workun : Obese Fellow at Studio Party
- Pauline Voon : Christina
- April Banigan : Stephanie's Mother
- Jesse Frechette : Annoying Geek Kid
- Rick Ash : Food Court Manager, sc. 116
- Kevin Dunse : News Announcer
- Jay Williams : Reporter
- Ernsline Adolphe : Younger Woman in Bar
- Todd Royle : John
- Janice Ryan : Monique